# Ягджян, Курт
Курт «Френчи» Ягджян (родился 9 февраля 1951 года, Детройт) — армяно-американский актёр и певец, известный своим появлением в роли Анны в фильме 1973 года «Иисус Христос — суперзвезда».

## Биография
Родился в семье армянских эмигрантов. Его отец — Хейг Яджян — известный дирижёр Симфонического оркестра Цинциннати. После ломки голоса в 15 лет, у Яджяна закрепился редкий для мужчин тембр — контр-тенор. Керт был членом школьного хора, который участвовал в постановке «Смерть епископа из Бриндизи» Джанкарло Менотти в мае 1963 года. Менотти был впечатлён выразительностью лица Ягджяна и порекомендовал его NBC на роль Амаля в спектакле и радио-постановке «Амаль и ночные посетители» в 1963 году. Позже спектакль был снят на видео и транслировался ежегодно до 1966 года.
В 1971 году окончил Школу искусств Северной Каролины. Принимал участие в рекламных кампаниях таких продуктов, как Coca-Cola, Ford Motors, Domino’s Pizza, Toyota, Cadillac, Chevrolet, Budweiser и Sprite.
Он принимал участие в оригинальной бродвейской постановке «Иисус Христос — Суперзвезда» с 12 октября 1971 года по 30 июня 1973 года, где играл роли прокажённого, репортёра и был дублёром Бена Верина в роли Иуды Искариота.
Ягджян участвовал в записи бэк-вокала для альбома Milk and Honey Джона Леннона и Йоко Оно, а также альбома It's Alright (I See Rainbows) Йоко Оно. Кроме того, он записал бэк-вокал для Road to Nowhere группы Talking Heads в 1985 году и для Let the River Run Карли Саймон в 1988 году.
С начала 1990-х до событий 11 сентября 2001 года Яджян играл в группе Little Isidore and the Inquisitors, в октябре присоединился к коллективу Kenny Vance and the Planotones.  Отметился в кинофильме (и саундтреке к фильму) «Иисус Христос — Суперзвезда» (1973) в роли Анна, а также мюзикле «Волосы» (1979).